# Dahil sa isang bulaklak
Dahil sa isang bulaklak é um filme de drama filipino de 1967 dirigido e escrito por Luis Nepomuceno. Foi selecionado como representante das Filipinas à edição do Oscar 1968, organizada pela Academia de Artes e Ciências Cinematográficas.

## Elenco
- Charito Solis - Margarita
- Ric Rodrigo - Edilberto
- Paraluman - Victoria
- Rod Navarro - Tony
- Ben Perez - Juan
- Liza Lorena - Esperanza
- Grace Leonor - Cora
- Henry Stevens - Alvaro
- Matimtiman Cruz - Monica
- Joseph de Cordova